# Diga dell'Hongrin Sud
La diga dell'Hongrin Sud è una diga ad arco situata in Svizzera, nel Canton Vaud, nel comune di Ormont-Dessous.

## Descrizione
Ha un'altezza di 90 metri e il coronamento è lungo 272 metri. Il volume della diga è di 220.000 metri cubi.
Il lago creato dallo sbarramento, il lac de l'Hongrin, ha un volume massimo di 53,2 milioni di metri cubi, una lunghezza di 2,7 km e un'altitudine massima di 1255 m s.l.m. Lo sfioratore ha una capacità di 100 metri cubi al secondo. Le acque del lago vengono sfruttate dall'azienda Forces Motrices Hongrin-Léman.
È stata costruita parallelamente alla diga dell'Hongrin Nord che è collegata a quella Sud creando una diga a doppio arco.

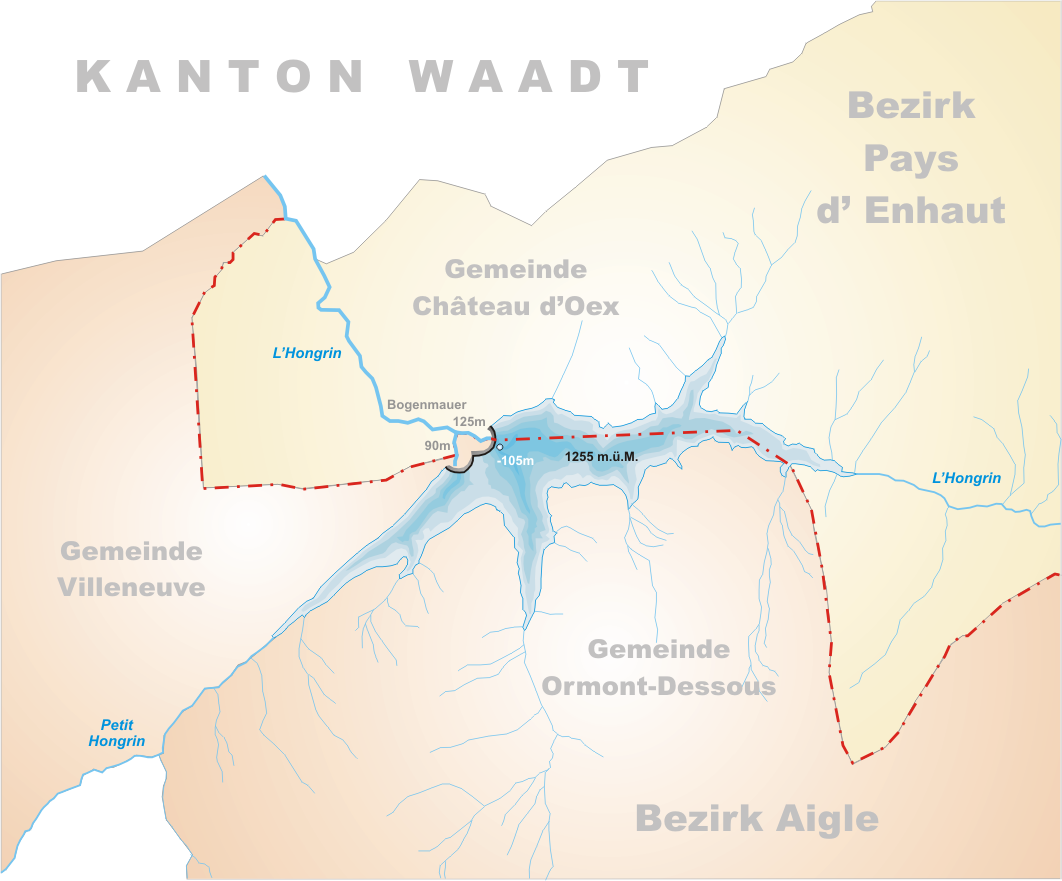
Mappa del lago